# Макарово (Ишимбайский район)
Мака́рово (баш. Маҡар) — село в Ишимбайском районе Башкортостана, административный центр Макаровского сельсовета. Согласно переписи 2020 года население составляло 833 человека.

## История
Село Макарово известна с конца XVII — начала XVIII вв. Название села происходит от антропонима Макар.
В 1735 году в «Росписи разделения башкир Уфимского уезда по волостям» перечисляются тюбы Юрматынской волости, среди которых была и тюба Макар. Название деревни стало этнонимом, названием родового подразделения тюбы Юрматынской волости, тюбу Кармыш называли Макар.
В конце XVIII века в Макарове проживали 141 мужчина и 128 женщин, 5 тептярей, а по VIII ревизии 1836 года жителей было 274 мужчины и 247 женщин в 91 дворе. Согласно данным переписи 1920 года — 992 жителя и 215 дворов.
Жители села занимались скотоводством, пчеловодством и земледелием. В то время в деревне была одна водяная мельница и кузница, в 1920 году — уже две мельницы.
Бывший райцентр Макаровского (переименованного в Ишимбайский) района.

## Население
| 2002 | 2009  | 2010  |
| ---- | ----- | ----- |
| 966  | ↗1012 | ↗1019 |

Преобладающая часть населения (100 %) — башкиры.

## Географическое положение
Расстояние до:
- районного центра (Ишимбай): 53 км,
- ближайшей ж/д станции (Уфа): 120 км.

## Улицы
| - Базарная - Береговая | - Больничная - Горная | - Лесная - Молодёжная | - Речная - Северная | - Ташкентская - Уральская | - Центральная - Школьная |

## Образование

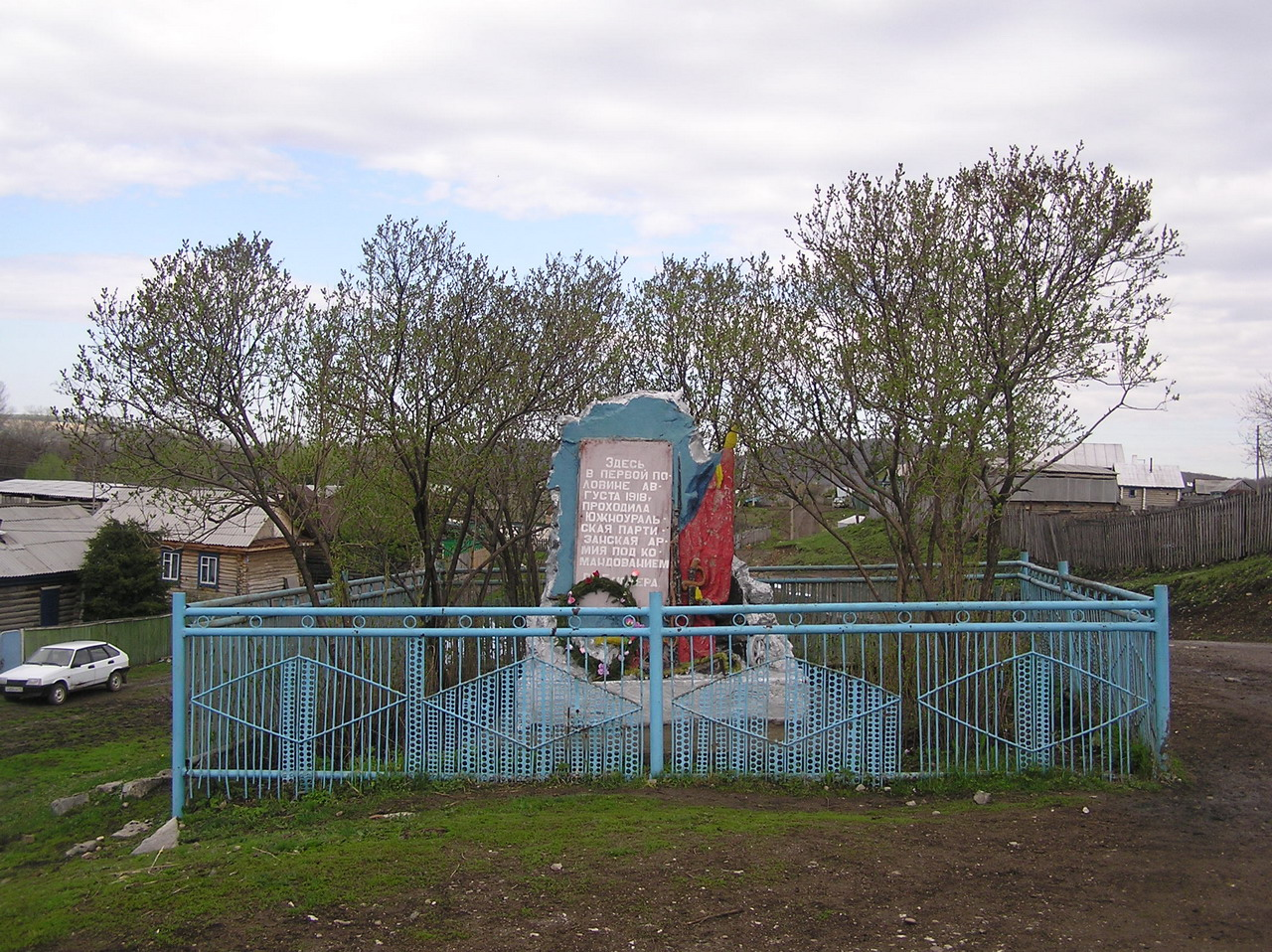
Памятник партизанской армии Блюхера

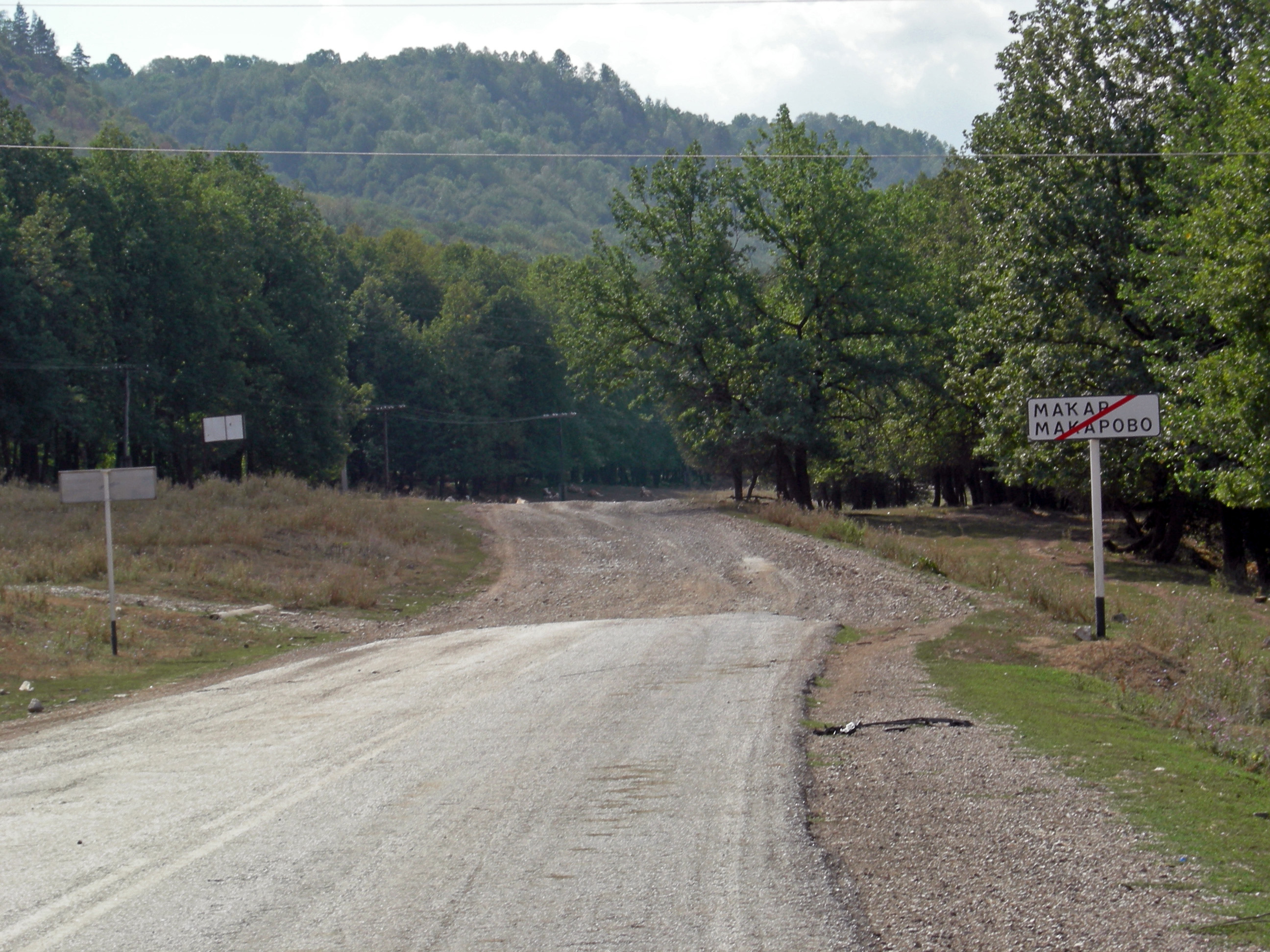
Двуязычная табличка названия села

Средняя школа села Макарово является одной из старейших в районе. Согласно решению губернатора Уфимской губернии, в марте 1872 года состоялось открытие русско-башкирского двухгодичного училища.

## Религия
В селе есть мечеть.

## Природные памятники
Памятник природы Калим-ускан (включает Салаватскую пещеру), Кук-Караук и Селтерби-урта-таш.

## Люди, связанные с селом
- Ахметьянов, Ахат Абдулхакович  (10 августа 1918 — 3 августа 1976) — участник Великой Отечественной войны, снайпер 260-го стрелкового полка 168-й стрелковой дивизии, старший сержант.
- Валеев, Камиль Абдрахманович  (23 февраля 1934 — 26 марта 2000) — доктор физико-математических наук, профессор кафедры общей физики Башкирского государственного университета, заслуженный деятель науки БАССР.
- Вильданов, Ахат Ханнанович (род. 1 августа 1944) — башкирский филолог, доктор филологических наук.
- Зарипов, Нур Талипович (15 июня 1925 — 6 сентября 1997) — башкирский литературовед, фольклорист, кандидат филологических наук.
- Карамышев, Амир Батыргареевич (1892 — 20 августа 1918) — военный деятель, активный участник гражданской войны в России и башкирского национального движения, ротмистр.
- Карамышев, Галимьян Харисович (4 декабря 1903 — 20 января 1977) — башкирский актёр, заслуженный артист РСФСР БАССР (1935), народный артист БАССР (1940), заслуженный артист РСФСР (1949), народный артист РСФСР (1955).
- Карамышев, Гирей Батыргареевич (8 июля 1888 — 1922) — деятель башкирского национального движения, член Башкирского правительства.
- Карамышев, Мухтар Батыргареевич (1895 — ?) — военный деятель, активный участник гражданской войны в России и башкирского национального движения, ротмистр.
- Магадеев, Риза Рафаилович (род. 13 марта 1972) — театральный актёр, эстрадный певец, Заслуженный артист Республики Башкортостан (2003), Народный артист Республики Башкортостан (2010).
- Мухаметкулов, Аксан Баймурзич (5 октября 1895 — 14 ноября 1938) — башкирский советский государственный деятель, Председатель Совета Народных Комиссаров Башкирской АССР (1925—1930), член Президиума Центрального Исполнительного Комитета СССР (1935—1938)[8].
- Сагитов, Талгат Нигматуллович (род. 31 июля 1942) — башкирский журналист и государственный деятель, председатель Государственного комитета Башкирской АССР по телевидению и радиовещанию (1980—1986), министр культуры Башкирии (в 1986—1987, и 1997—2001).
- Тагирова, Аниса Абдулловна (15 декабря 1941— 18 июня 2024) — башкирская поэтесса, переводчица, преподаватель высшей школы.
- Султанова, Марьям Газизрахмановна  (Рахманова= Карамышева)  (род.10 апреля 1938 )- хормейстер, заслуженный работник культуры РФ (1998), заслуженный работник культуры Башкирской АССР (1980). Почётный гражданин Ишимбайского района (2008).